# Cyclophora bilinearia
Cyclophora bilinearia är en fjärilsart som beskrevs av William Schaus 1901. Cyclophora bilinearia ingår i släktet Cyclophora och familjen mätare. Inga underarter finns listade i Catalogue of Life.